# Tereza Jančová
Tereza Jančová (ur. 31 marca 1999 w Zwoleniu) – słowacka narciarka alpejska, wicemistrzyni świata.

## Kariera
Po raz pierwszy na arenie międzynarodowej Tereza Jančová pojawiła się 7 grudnia 2015 roku w Hemsedal, gdzie w zawodach FIS Race zajęła 14. miejsce w gigancie. W 2016 roku wystartowała na igrzyskach olimpijskich młodzieży w Lillehammer, gdzie jej najlepszym wynikiem było dziesiąte miejsce w superkombinacji. W 2017 roku wspólnie z kolegami i koleżankami z reprezentacji zdobyła srebrny medal w drużynie podczas mistrzostw świata w Sankt Moritz. Na tej samej imprezie zajęła także 49. miejsce w gigancie i 43. miejsce w slalomie.

## Osiągnięcia

### Mistrzostwa świata
| Miejsce | Dzień     | Rok  | Miejscowość  | Konkurencja | Czas biegu  | Strata   | Zwyciężczyni     |
| ------- | --------- | ---- | ------------ | ----------- | ----------- | -------- | ---------------- |
| 2.      | 14 lutego | 2017 | Sankt Moritz | Drużynowo   | -           | -        | Francja          |
| 49.     | 16 lutego | 2017 | Sankt Moritz | Gigant      | 2:05,55 min | +11,37 s | Tessa Worley     |
| 43.     | 18 lutego | 2017 | Sankt Moritz | Slalom      | 1:37,27 min | +11,52 s | Mikaela Shiffrin |

### Igrzyska olimpijskie młodzieży
| Miejsce | Dzień     | Rok  | Miejscowość | Konkurencja     | Czas biegu  | Strata  | Zwyciężczyni     |
| ------- | --------- | ---- | ----------- | --------------- | ----------- | ------- | ---------------- |
| 14.     | 13 lutego | 2016 | Lillehammer | Supergigant     | 1:11,93 min | +4,00 s | Nadine Fest      |
| 10.     | 14 lutego | 2016 | Lillehammer | Superkombinacja | 1:55,74 min | +6,44 s | Aline Danioth    |
| 15.     | 16 lutego | 2016 | Lillehammer | Gigant          | 2:33,28 min | +8,07 s | Mélanie Meillard |
| 14.     | 18 lutego | 2016 | Lillehammer | Slalom          | 1:43,21 min | +7,85 s | Aline Danioth    |